# Абрамов Володимир Миколайович (футболіст)
Володимир Миколайович Абрамов (21 червня 1949 — 7 липня 2017) — радянський футболіст, захисник. Майстер спорту СРСР (1970).

## Кар'єра
Вихованець луганського футболу при команді майстрів «Зоря» (перший тренер — Є. Двурєченський).
З 1966 по 1977 рік грав у Вищій лізі СРСР за луганський (ворошиловградський) клуб «Зоря». Провів за цей клуб майже 200 матчів у чемпіонаті країни. У 1973 двічі виходив на поле у рамках Кубка європейських чемпіонів.
У 1978 році новий тренер «Зорі» відмовився від Абрамова, і він перейшов в куйбишевські «Крила Рад». Провів за них у 1978 році 34 ігор (7 голів) і став чемпіоном Першої ліги. У 1979 році зіграв за «Крила» 13 ігор у вищій лізі.
У 1979—1980 виступав у першій лізі за запорізький «Металург». Після закінчення кар'єри гравця через конфлікт з футбольним функціонером не зміг стати тренером, працював на шахті «Луганська», тренував місцеву команду.

## Досягнення
- Чемпіон СРСР: 1972
- Фіналіст Кубка СРСР: 1974, 1975
- Переможець турніру команд першої ліги: 1978

### Індивідуальні
- Обраний в список 33 найкращих гравців Української РСР: № 2 — 1972, № 3 — 1971, 1973, 1974
- Майстер спорту СРСР: 1970